# Onement I
Onement I est un tableau du peintre américain Barnett Newman réalisé en 1948. Cette huile sur toile est centrée sur un trait vertical irrégulier tranchant, de par son rouge clair, un fond monochrome plus soutenu. Présentée par l'artiste lui-même comme un déclic dans son parcours créatif, elle est conservée au Museum of Modern Art, à New York.
L'artiste n'a donné ce titre à son tableau que plusieurs années après l'avoir peint.